# Marco Zoro
Marco Zoro (n. 27 decembrie 1983, Abidjan, Coasta de Fildeș) este un fotbalist ivorian liber de contract. De asemenea este și component al echipei naționale de fotbal a Coastei de Fildeș.

## Carieră
A debutat pentru Universitatea Craiova în Liga I pe 27 februarie 2011 într-un meci pierdut împotriva echipei Steaua București.

## Titluri
| Sezon | Club             | Titlu      |
| ----- | ---------------- | ---------- |
| 2006  | Coasta de Fildeș | Finala CAN |